# Steve Pavlina

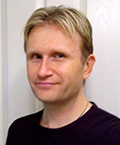
Steve Pavlina 2010

Stephen „Steve“ Michael Pavlina (* 14. April 1971 in Santa Monica, Kalifornien) ist ein US-amerikanischer Unternehmer, Motivationstrainer und Autor. Er betreibt einen Blog für Persönlichkeitsentwicklung und veröffentlichte 2008 das Buch Personal Development for Smart People (deutsch: Persönlichkeitsentwicklung für intelligente Menschen). Pavlina schreibt über ein weites Spektrum an Themen. Durch seine Lifestyle-Experimente (z. B. Polyphasischer Schlaf) wurden die Massenmedien auf ihn aufmerksam.

## Leben
Pavlina war in den frühen 1990ern Student an der University of California, Berkeley. Seine Leistungen waren schlecht, da er sich mit Partys und einer Reihe von Diebstählen ablenkte. Am 4. Februar 1991 wurde Pavlina wegen Diebstahls in Sacramento, Kalifornien, verhaftet und zu 60 Stunden gemeinnütziger Arbeit verurteilt. Er gab an, dass dies der Anstoß für ihn war, sein Leben zu ändern.
Pavlina studierte daraufhin an der California State University, Northridge erneut und erreichte in nur drei Semestern zwei Abschlüsse – den Bachelor of Sciences in Mathematik und Informatik.
Zunächst war Pavlina Gründer und Geschäftsführer von Dexterity Software, wo er als Programmierer arbeitete. Dexterity veröffentlichte das prämierte Computerspiel Dweep, womit er 2000 den Shareware Industry Award gewann. 2001 gewann der Nachfolger Dweep Gold ebenfalls den Shareware Industry Award als bestes Action/Acarde-Spiel. Steve Pavlina war 1999 der Vizepräsident der Association of Software Professionals und ihr Präsident im darauffolgenden Jahr. Zu diesem Zeitpunkt hatten Steves Artikel in der Softwareentwickler-Gemeinschaft bereits einen großen Stellenwert eingenommen. Die Hall of Fame beschreibt ihn als jemanden mit einem großen und bleibenden Einfluss auf Andere durch seine Artikel und Beiträge.
Im Jahr 2004 startete Steve Pavlina einen Blog zum Thema Persönlichkeitsentwicklung. Seine Tätigkeit bei Dexterity Software begann zu ruhen, bis Steve die Firma am 31. Oktober 2006 schloss, um sich in Vollzeit auf seine Website konzentrieren zu können.
Am 15. Oktober 2008 wurde sein erstes Buch Personal Development for Smart People: The Conscious Pursuit of Personal Growth (deutsch: Das universelle Prinzip der Selbstentfaltung: Persönlichkeitsentwicklung für intelligente Menschen) veröffentlicht.

## Website und Blog
Pavlinas Blog behandelt unter anderem Themen wie Persönlichkeitsentwicklung und Erfolg, Bewusstsein und Mut, Produktivität, Motivation und Zielsetzung, Karriere, Vermögen und Business und Spiritualität. Einige seiner beliebtesten Artikel handeln von Lebensstil bzw. -gewohnheiten und Experimenten damit, von deren Erfahrungen er in Tagebuchform detailliert berichtet. Als Beispiele wären hier unter anderem Roh-Veganismus und Polyamory zu nennen. In dieser Hinsicht ist Polyphasischer Schlaf sein berühmtestes Experiment; auch im Zusammenhang mit einem Artikel zum Frühaufstehen, welcher auch in der britischen Zeitung The Guardian aufgegriffen wurde.
2006 wurde ein Forum zu seinem Blog hinzugefügt, um den großen Mengen an Kommentaren zu seinen Artikeln eine eigene Plattform zu bieten.
Im Dezember 2010 entschloss sich Pavlina, das Copyright an seinen Werken aufzugeben (mit Ausnahme seines Buches), um eine weitere Verbreitung zu fördern. Im Zuge dessen werden seine Artikel von Freiwilligen auch in andere Sprachen übersetzt.

## Persönliches
Im Oktober 2009 kündigte Steve seine Trennung und geplante Scheidung von seiner Ehefrau Erin Pavlina an. Nach eigener Angabe war Polyamory eine der Motivationen zu diesem Schritt nach über 15 Jahren Ehe.

## Werke
- Steve Pavlina: Das universelle Prinzip der Selbstentfaltung : Persönlichkeitsentwicklung für intelligente Menschen. 1. Auflage. Goldmann-Verlag, München 2010, ISBN 978-3-442-21889-9 (amerikanisches Englisch: Personal Development for Smart People: The Conscious Pursuit of Personal Growth. Übersetzt von Burkhard Hickisch).